# Paratheuma insulana
Paratheuma insulana är en spindelart som först beskrevs av Banks 1902.  Paratheuma insulana ingår i släktet Paratheuma och familjen Desidae. Inga underarter finns listade i Catalogue of Life.